# Tim Bollerslev
Tim Peter Bollerslev est un économiste danois.
Il obtient un doctorat en 1986 de l'Université de Californie à San Diego avec une thèse intitulée Generalized Autoregressive Conditional Heteroskedasticity with Applications in Finance écrit sous la supervision de Robert F. Engle.
Il développe en 1986 une généralisation du modèle ARCH intitulée GARCH qui traite les modèles autorégressifs et moyenne mobile. Avec Jeffrey Wooldridge, Tim Bollerslev généralise le Modèle d'évaluation des actifs financiers,. 
Il est professeur à l'Université Duke.

## Reconnaissance
Il bénéficie en 2018 d'une bourse de recherche de la fondation Carlsberg avec Poul Nissen pour ses travaux de recherche, qui est accompagné d'un prix de 750 000 couronnes pour des activités de recherche et de 250 000 couronnes à titre personnel.
En 2025, il est classé 77e économiste mondial par RePEc grâce à la base de données Ideas.

## Articles
- (en) Tim Bollerslev, « Generalized Autoregressive Conditional Heteroskedasticity », Journal of Econometrics, vol. 31,‎ 1986, p. 307–327
- (en) Tim Bollerslev, « A Conditional Heteroskedastic Time Series Model for Speculative Prices and Rates of Return », The Review of Economics and Statistics, vol. 69,‎ 1987, p. 542–547
- (en) Tim Bollerslev, « A Capital Asset Pricing Model with Time-Varying Covariances », The Review of Economics and Statistics, vol. 96,‎ 1988, p. 116–131
- (en) Tim Bollerslev, « Modeling the Coherence in Short-run Nominal Exchange Rates: A Multivariate Generalized ARCH Model », The Review of Economics and Statistics, vol. 72,‎ 1990, p. 498–505
- (en) Tim Bollerslev, « ARCH Modeling in Finance: A Review of the Theory and Empirical Evidence », Journal of Econometrics, vol. 52,‎ 1992, p. 5–59

## Sources